# ناصر بن جاعد الخروصي
ناصر بن جاعد الخروصي (1778 - 1847م)

## اسمه ونسبه
هو ناصر بن جاعد بن خميس الخروصي عاش في الفترة بين (1192 هـ - 1263 هـ / 1778 - 1847م)، والده جاعد بن خميس الخروصي عرف بسعة علمه، التي نهل منها الكثيرين، وخاصة ابنه ناصر الذي تتلمذ على يديه. 

## كنيته وألقابه
يكنى ابن ابي نبهان ومن ألقابه: العالم الرباني والبحر النوراني، الفتح المبين، وسبائك اللجين. وصفه ابن زريق العماني بألقاب ذات روح صوفيه مثل: المولوي، والقطب، والولي، والصوفي.

## نشأته
عاش منتقلا بين العوابي ونزوى، حيث تشير المصادر ان سبب هذا التنقل هو تعرضه لمضايقات من قبل الإمام أحمد بن سعيد البوسعيدي. وقد جاء في كتاب الاعلام للزركلي ان سبب هذه المضايقات التي تعرض لها العالم هو ممارسته للسحر وخوف السلاطين والأئمة منه بسببه، حيث يقول الزركلي في "الأعلام" (7 / 350) ناصر بن أبى نبهان: داهية، من شيوخ العلم في الديار العمانية، اشتهر بعمل (السحر) وخافه سلاطين بلاده وأمراؤها. له أخبار كثيرة مع السلطان سعيد بن سلطان ابن الامام وغيره في أيامه. ولد في العليا وتوفى في زنجبار"، إلا ان البعض يعارضون هذا الرأي، حيث يرون فيه عالما جليلا ومن أصحاب الكرامات.

## فكره ومنهجه
- اعتبار القرآن هو المرجع الأساسي، وأن المرويات عن النبي إن تطابقت أصل القرآن أخذ بها، وما خالف منها القرآن يتم رده.
- اعتبار العقل جزءا أساسيا، حيث تقسم العلوم الشرعية في منهجه إلى: حكم شرعي وحكم عقلي. حيث أن القياسات العقلية لا تكون فيما يخالف القرآن، وما وافقه فهو من القرآن. ومستويات القياس العقلي 4 وهي:

1. ما تقوم الحجة بمعرفته من العقل.
2. ما تقوم الحجة بمعرفته من العقل بعد مجيء النص الشرعي.
3. مما لا تقوم به حجة إلا بالنص الشرعي الذي لايجوز فيه الاختلاف.
4. الرأي الذي يصح فيه الاختلاف.

- قبول الرواية لديه مرهون على عرضها للأصول الشرعية من نصوص القرآن والسنة، فما وافق هذه الأصول يكون ذو حجة قوية، ويشترط ألا تخالف الثابت من نصوص الشريعة. فالحديث تثبت صحته إن وافق هذه الاصول، سواء قوي أو ضعف سنده، ويرى ضرورة رد الروايات التي تحوي باطلا صريحا، لأنها كما يرى أحد أسباب تمزق الأمة وشتاتها.

## كراماته
تكثر في المراجع الإباضية ذكر ما يسمى ( بالكرامة وجمعها: كرامات)، وهي خصائص فوق الامكانيات البشرية، يعتقد ان الله يخص بها بعض الناس المعروفين بشدة ورعهم وتقواهم. وهناك قصص كثيرة لكرامات ناصر بن جاعد وأبيه جاعد بن خميس الخروصي، ونذكر هنا قصة وردت في كتاب كرامات أهل الحق والإستقامة ل سيف بن يوسف الأغبري، تقول:
كانت عند الشيخ ناصر مزرعة عند الجبل، وكانت بها صخرة عظيمة من ناحية الجبل المحاذي.
في يوم من الأيام جاء الشيخ ناصر ولم يجد الصخرة، فتساءل أين الصخرة؟
فذهب إلى البيت وسأل أحد أبنائه: يا بني أين الصخرة التي في المزرعة؟
فقال الابن: يا أبي لقد أزحتها إلى خارج المزرعة بعصاي!!!!!

## مؤلفاته
تشير المؤلفات التي خلفها ناصر بن جاعد، اهتماماته بصنوف شتى من العلوم: كالفقه، وعلوم النبات، والفلك، والشعر والفلسفة والتصوف وغيرها. ومن أبرز مؤلفاته:
- لطائف المنن في أحكام السنن
- الحق المبين
- إيضاح نظم السلوك إلى حضرات ملك الملوك
- السر الخفي في ذكر أسرار النبات السواحلي

## المدرسة الجاعدية أو البونبهانية
أطلقت هذه الأسماء على منهج ناصر بن جاعد، الذي تبع فيه نهج والده جاعد بن خميس. حيث تميز نهج هذه المدرسة الفكرية بسلوكها الفلسفي والصوفي والتأملي. ومن الضروري أن نشير ان الإباضية لا يستخدمون لفظة الصوفي/ الصوفية، ويقول أحمد بن سعود السيابي في بحثه عن ابي مسلم البهلاني وهو من شعراء عمان الذين اتسم شعرهم بالتصوف قوله : " «.. حتى إن الإباضية لم يطلقوا على ذلك التوجه اسم التصوف بل أطلقوا عليه اسم السلوك، فالشعر الذي تكون فيه نزعة صوفية يسمونه شعر السلوك». ومن أبرز مؤلفات ناصر بن جاعد في السلوك أو التصوف هو كتابه : إيضاح نظم السلوك إلى حضرات ملك الملوك .

## إقتباسات من أعماله
- (وفي العناصر الطبائع التي هي الحرارة والبرودة والرطوبة واليبوسة، فظاهرها كرة النار وكرة الهواء وكرة الماء ثم البسائط في الأرض وهي الماء الظاهر والتراب الظاهر والرياح المحسوسة والنار الظاهر، ومن هذه الطبائع تتولد العناصر، ومن العناصر والبسائط تتكون المولدات: المعدن ثم النبات ثم الحيوان وبعد الحيوان الإنسان، وهو من جملة الحيوان إلا أنه لما كان أكمل منه كان هو المرتبة الرابعة الآخرة).
- “والعين البصيرية هي التي أشار إليها بقوله جلّ وعلا: {ويسئلونك عن الروح} أي العقل {قل الروح من أمر ربي} أي فكروا فيه فإنه أمر رباني لا يطلب إلا ما يرضي الله”.
- (ثم تولدت المعادن ثم النبات ثم الحيوان ثم الإنسان من الماء والتراب)
- (كنت قبل وصولي هذا المقام في حال سلوكي وبدايتي طاهرًا بكثرة الورع والمجاهدات والأخلاق)

(لا يوجب أن ظهور معصيته من قلة ما جعل له من العقل، لأن كثيرا ممن جعل له عقلا وعلما، عصى الله تعالى، وكثيرا من هو دونه عقلا أطاع الله تعالى).
- (لتعلم العقول أن كل نفس تعصي باختيارها وتطيع باختيارها).[4]